# Patapan (Torjun)
Patapan is een bestuurslaag in het regentschap Sampang van de provincie Oost-Java, Indonesië. Patapan telt 3134 inwoners (volkstelling 2010).